# Bayern 1
Bayern 1 (Bawaria 1) – niemiecka stacja radiowa nadawana przez Bayerischer Rundfunk (BR), bawarskiego publicznego nadawcę radiowo-telewizyjnego. Rozgłośnia została uruchomiona 31 stycznia 1948. Pod względem muzycznym stacja skupia się na złotych przebojach i melodyjnym popie. Część pasm informacyjnych jest rozszczepiana, dzięki czemu słuchacze w poszczególnych częściach Bawarii mogą usłyszeć wiadomości lokalne ze swojej okolicy. 
Stacja dostępna jest w Bawarii w cyfrowym i analogowym przekazie naziemnym, a ponadto w Internecie i w niekodowanym przekazie satelitarnym z satelity Astra 1M. Dodatkowo prowadzona jest także kodowana transmisja z satelity Intelsat 20 na potrzeby jednej z południowoafrykańskich platform cyfrowych.